# 슈퍼대디 열
《슈퍼대디 열》은 2015년 3월 13일부터 2015년 5월 2일까지 방영된 tvN 금토 드라마이다.

## 등장 인물

### 주요 인물
- 이동건 : 한열 역
- 이유리 : 차미래 역
- 이레 : 차사랑 역

### 한열의 주변 인물
- 서예지 : 황지혜 역
- 강남길 : 한만호 역
- 김미경 : 황지우 원장 역

### 차미래의 주변 인물
- 서준영 : 신우혁 역
- 이한위 : 최낙권 역

### 신우피닉스
- 장광 : 방광 감독 역
- 최민 : 류현우 역
- 박주형 : 엄기태 역
- 최대철 : 식상해(심상해) 역 (젊은 시절 : 유준홍)
- 정지아 : 장시은 역

### 그 외 인물
- 최권수 : 이민우 역
- 이영은 : 엄보미 역
- 오주은 : 채유라 역
- 김혜나 : 민망해 역
- 한영 : 차사랑 담임선생님 역
- 이정구 : 야구선수 역
- 윤종원 : 기자 역
- 정동규
- 박명훈
- 오동민
- 차세영

### 특별출연
- 성병숙 : 한열 母 역
- 김수환
- 이효봉
- 허정민 (우정출연)
- 이상아
- 지대한
- 김보배 : 물고문 당하는 후배 여의사 역
- 유아라 : 국가대표 수영선수 하나 역
- 이도윤
- 한그루 : 로라 장(장만옥) 역
- 고인범 (우정출연)
- 서민서 : 한열 소개팅녀 역

## 시청률
최저 시청률과 최고 시청률은 시청률 조사회사와 지역별로 시청률에 차이가 있을 수 있습니다.
| 2015년 | 2015년   | 2015년          |
| 회차   | 방송일자 | AGB 집계 시청률 |
| ------ | -------- | --------------- |
| 제1회  | 3월 13일 | 1.656%          |
| 제2회  | 3월 14일 | 1.558%          |
| 제3회  | 3월 20일 | 1.863%          |
| 제4회  | 3월 21일 | 1.298%          |
| 제5회  | 3월 27일 | 1.512%          |
| 제6회  | 3월 28일 | 1.655%          |
| 제7회  | 4월 3일  | 1.315%          |
| 제8회  | 4월 4일  | 1.584%          |
| 제9회  | 4월 10일 | 1.472%          |
| 제10회 | 4월 11일 | 1.015%          |
| 제11회 | 4월 17일 | 1.255%          |
| 제12회 | 4월 18일 | 1.155%          |
| 제13회 | 4월 24일 | 0.958%          |
| 제14회 | 4월 25일 | 1.093%          |
| 제15회 | 5월 1일  | 1.029%          |
| 제16회 | 5월 2일  | 1.5%            |

## 같이 보기
- 웹툰을 원작으로 삼은 드라마 목록